# 結婚式の前日に
『結婚式の前日に』（けっこんしきのぜんじつに）は、2015年10月13日から12月15日まで毎週火曜日22:00 - 22:54に、TBS系の「火曜ドラマ」枠で放送された日本のテレビドラマ。香里奈にとっては、2011年10月クールで放送されたフジテレビ系ドラマ『私が恋愛できない理由』以来4年振りの主演となった。

## ストーリー
中堅不動産会社に勤務する芹沢ひとみは、東京・築地で寿司屋を営む父・芹沢健介に男手ひとつで育てられた。ひとみは医師の園田悠一と婚約中で、100日後に結婚式を控えていた。そんな中、幸せの絶頂期にあったひとみが突然、体調不良を訴え、脳腫瘍であると診断され、このままの状態では危険な命である状態だと宣告された。

## キャスト

### 主要人物
芹沢 ひとみ〈31〉
演 - 香里奈
本作の主人公で、中堅不動産会社に勤務する女性社員。母親・可奈子の蒸発後、寿司屋を営む父と叔母に育てられた。店の客として知り合った温厚で優しい開業医の悠一と結婚が決まり、仕事ではプロジェクトリーダーを任され、順風満帆な日々を送っていた矢先に脳腫瘍が発覚。婚約者やその家族にどう話すか悩んでいる中、更に自分を捨てた母親が現れ、周囲をかき回して混乱させる。
責任感が強く負けず嫌いで強情、きめたことをやり通したい性格。可奈子が失踪した真相を知ると共に、彼女の母親としての愛情が本物であることを悟った。Rh-のAB型[要出典]。
柏田 可奈子〈55〉
演 - 原田美枝子
ひとみの実母。ひとみの幼い頃に家族を捨てて、恋人の下へ失踪したことが原因で、長らくひとみから嫌われている。今は児童養護施設ひだまり園で旧友と一緒に働いている。しかし、ひとみと離別した後も自分なりに娘を気にかけており、長年彼女のメル友になりすますなど、不器用ながらも娘の近況を見守っていたが、ひとみの結婚と病気のことが判明してからは本人や関係者たちの前に現れては口を挟むようになり、失踪時からのしこりもあって本人からは煙たがられている。
実はひとみの実の父親は健介の幼馴染み。ひとみを捨てて健介と自分に託して夢を叶えるために海外へ行ったひとみの実の父親が癌で余命３ヶ月になった時、最期を看取るために家を出た。ひとみをつれて行こうと健介に懇願したが、健介の意志により拒絶され、１人で行くことになった。ひとみと同じく、Rh-のAB型。
園田 悠一〈32〉
演 - 鈴木亮平
開業医の息子で医院長。落ち着いていて優しい性格。ひとみの病気が発覚してからも、初めはどう受け入れるか悩むが、自分の夢を諦めても彼女と結婚して傍にいることを決意。結婚に反対する姑とひとみの間を取り持つ。健介と加奈子の双方から気に入られる。おっちょこちょいな面があり、ひとみ曰く「いつも探し物をしている」。
芹沢 健介〈58〉
演 - 遠藤憲一
ひとみの父。可奈子が蒸発してから男手一つでひとみを育てた。築地で寿司屋を営む。不器用で頼りないが、温厚で優しい性格。悠一を気に入っている。仕事のことになると厳しい。実はひとみの実父の幼馴染みで、夢を叶える為に海外へ行くことを選んだ幼馴染みに代わってひとみの父親になった。癌で余命３ヶ月になったひとみの実父を看取りに行く可奈子を許せず、ひとみを連れ出すことも認めなかった。当初は可奈子の帰宅を拒絶していたが、話の真相をひとみに話し、可奈子のことを受け入れるようひとみに諭すようになる。

### ひとみの家族と関係者
前原 翔太〈28〉
演 - 山本裕典
ひとみの幼馴染み。悠一や親に話せないようなことも気軽に相談できる仲。実母である可奈子の登場や病気、婚約者との関係に悩むひとみを気遣う。もんじゃ屋を経営。
芹沢 早紀〈53〉
演 - 美保純
ひとみの叔母（ひとみの父・健介の妹）。蒸発したひとみの母に代わり、母親代わりとなってきた。明るい性格だが、可奈子がいきなり戻って来て母親ぶることや、真面目でいい子であるひとみが病気にならなければならないことが受け入れられない。健介が実父でなかったことは知らなかった。

### 悠一の関係者、悠一の家族
広瀬 真菜〈25〉
演 - 真野恵里菜
園田医院の運営に力を貸している国会議員の娘で、幼少時より家族ぐるみの付き合いをしてきた。この経緯から悠一に対して強い思慕と結婚願望を抱いており、悠一の母である響子からも息子に一番ふさわしい結婚相手とされているが、悠一当人からは、単なる幼馴染としか思われていない。
悠一がひとみと婚約してからも幼馴染との結婚への未練を断ち切れず、手作りのお菓子を悠一に渡したり、ひとみを罵倒したりして、悠一を独占しようとするも、響子が渋々2人に関係を認めたことに逆上して、ひとみに襲い掛かろうとし、彼女をかばった可奈子に怪我を負わせてしまう。
園田 忠雄
演 - 越村公一
悠一の父。
園田 響子〈68〉
演 - 江波杏子
悠一の母で園田医院夫人。家名にこだわる厳格で頑固な性格で、ひとみの病気が発覚し、彼女の実母である可奈子が登場してからは一転してひとみと悠一の結婚に猛反対しており、2人の気持ちを無視して、自分の医院の運営に手を貸して来た国会議員の娘との結婚を押し通そうとしたり、ひとみを置いて海外留学することを悠一に強く勧めたりしていたが、可奈子の説得や悠一の強い意思を前にして、遂に2人の関係を正式に認め、ひとみに謝罪する。

### その他
寺本 真理子
演 - 戸田菜穂
ひとみの主治医で悠一の医学部の先輩。ハキハキしたしっかり者。突然の可奈子の登場にも動じず、落ち着いて対応する。
小宮山
演 - 桜井聖
医師。
鈴木 清彦
演 - 矢柴俊博
ひとみの上司。
桐山 徹
演 - 柳下大
ひとみと同様の病気で入院している患者。
桐山 尚美
演 - 佐藤直子
徹の実母。

## スタッフ
- 脚本 - 山室有紀子、髙橋麻紀、嶋田うれ葉
- 演出 - 塚原あゆ子、竹村謙太郎、堀英樹
- 音楽 - 横山克
- 主題歌 - 安田レイ「あしたいろ」（SME Records）[2]
- プロデューサー - 新井順子、橘康仁
- 製作 - ドリマックス、TBS

## 放送日程
| 各話                                                          | 放送日   | サブタイトル                          | 脚本       | 演出       | 視聴率 | 備考     |
| ------------------------------------------------------------- | -------- | ------------------------------------- | ---------- | ---------- | ------ | -------- |
| 第1話                                                         | 10月13日 | 娘と母の奇跡の100日間                 | 山室有紀子 | 塚原あゆ子 | 7.7%   | 15分拡大 |
| 第2話                                                         | 10月20日 | 婚約解消!?5年生存率には負けない!      | 髙橋麻紀   | 塚原あゆ子 | 4.6%   |          |
| 第3話                                                         | 10月27日 | 俺より長く生きろ!父が娘に出来る事…    | 嶋田うれ葉 | 竹村謙太郎 | 6.1%   |          |
| 第4話                                                         | 11月03日 | 不器用すぎる母の愛、結婚を諦めないで! | 山室有紀子 | 堀英樹     | 5.7%   |          |
| 第5話                                                         | 11月10日 | 折れそうな心…彼の夢を奪いたくない!    | 髙橋麻紀   | 竹村謙太郎 | 5.4%   |          |
| 第6話                                                         | 11月17日 | 衝撃の告白!!28年間隠された父母の秘密  | 嶋田うれ葉 | 竹村謙太郎 | 5.6%   |          |
| 第7話                                                         | 11月24日 | 人生で絶対に手放せないものを見つけた! | 髙橋麻紀   | 堀英樹     | 5.1%   |          |
| 第8話                                                         | 12月01日 | やっと辿り着いた…幸せに忍び寄る狂気   | 嶋田うれ葉 | 村尾嘉昭   | 4.5%   |          |
| 第9話                                                         | 12月08日 | 最後の旅行…本当の家族になりたいのに   | 山室有紀子 | 竹村謙太郎 | 5.2%   |          |
| 最終話                                                        | 12月15日 | 涙の最終回!あなたに会えて良かった…    | 髙橋麻紀   | 竹村謙太郎 | 5.8%   |          |
| 平均視聴率 5.6%（視聴率はビデオリサーチ調べ、関東地区・世帯） |          |                                       |            |            |        |          |